# Кертту Нісканен
Кертту Нісканен (фін. Kerttu Niskanen, 13 червня 1988) — фінська лижниця, олімпійська медалістка.
Нісканен завоювала дві срібні олімпійські медалі на Олімпіаді 2014 року в Сочі: в естафеті та в командному спринті.

## Виступи на Олімпійських іграх
| Рік  | Вік | 10 км  | Скіатлон 15 км | 30 км мас-старт | Спринт | Естафета 4 × 5 км | Командний спринт |
| ---- | --- | ------ | -------------- | --------------- | ------ | ----------------- | ---------------- |
| 2014 | 25  | 8      | 7              | 4               | —      | Срібло            | Срібло           |
| 2018 | 29  | —      | 16             | 6               | 23     | 4                 | —                |
| 2022 | 33  | Срібло | 4              | Бронза          | —      | 4                 | 4                |

## Виступи на чемпіонатах світу
| Рік  | Вік | 10 км | Скіатлон 15 км | 30 км мас-старт | Спринт | Естафета 4 × 5 км | Командний спринт |
| ---- | --- | ----- | -------------- | --------------- | ------ | ----------------- | ---------------- |
| 2011 | 20  | 8     | —              | —               | —      | —                 | —                |
| 2013 | 22  | —     | 13             | 7               | 9      | 5                 | —                |
| 2015 | 24  | 8     | 4              | 4               | 7      | Бронза            | —                |
| 2017 | 26  | 6     | —              | DNF             | —      | Бронза            | 5                |
| 2019 | 28  | 22    | —              | —               | —      | —                 | —                |

## Зовнішні посилання
- Досьє на сайті FIS [Архівовано 19 Лютого 2014 у Wayback Machine.]